# Джованни ди Казали
Джованни ди Казали, или Джованни да Казале (Казале-Монферрато, ок. 1320 — после 1375) — итальянский философ и богослов, монах францисканского ордена. Он вступил в орден в Генуе и читал лекции во францисканской школе в Ассизи в 1335—1340 годах. В 1340—1341 гг. преподавал в Кембридже, где он познакомился с трудами по математической натурфилософии оксфордских калькуляторов. После возвращения в Италию он преподавал в Болонье (1346 — ок. 1352 гг.). В 1375 г. римский папа Григорий XI назначил Казали папским легатом при дворе сицилийского короля Федериго III. После 1375 г. Казали исчезает из исторических записей.
Около 1346 г. он написал трактат Quaestio de Velocitate Motus Alterationis (О скорости переменного движения; опубликован в Венеции 1505 г.). В трактате представлен графический анализ движения тел с переменной скоростью (аналогичный анализ был произведен в работе Николая Орема О конфигурации качеств). Работа Казали стала известна учёным Падуанского университета и, возможно, оказала влияние на Галилео Галилея.
Казали является также автором богословских трактатов: Quaestio de Gratia Sacramentali et de Predestinatione и Lectura super Epistolas S. Pauli.